# إي في إلكترا
إي في إلكترا هي شركة لبنانية ناشئة تعمل في تصنيع السيارات الكهربائية في لبنان وفي الشرق الأوسط، والتي أنشأت مركزًا مخصصًا للبحوث والتطوير في مجال السيارات الكهربائية. انبثقت الشركة من شركة «جهاد محمد للاستثمارات» لتكون شركة مستقلة لها فروع في كندا، وإيطاليا، وألمانيا، وهولندا ليعكس وجودها العالمي، أما المقرّ الرئيسي فهو في خلدة، لبنان. صنّعت الشركة أول نسخة تجريبية لسيارتها قدس رايز رياضية الشكل في حزيران عام 2020. واجهت تلك النسخة بعض التعديلات لتظهر على العلن في عام 2021 بلونها الأحمر وفي مقدمتها شعارًا ذهبيًا يمثل قبة الصخرة، وعليه طائر الفينيق المعروف في لبنان. تمثل كلمة «رايز» في اسم السيارة نهوض لبنان من آثار انفجار مرفأ بيروت، وبالتالي تحليق طائر الفنيق إلى الأعلى.
صممت الشركة العديد من السيارات الأخرى قيد التصنيع مثل سيارة قدس كابيتال إي أس، وقدس نوستروم إي إي، وسوفيكترا وإي كاب لتظهر على العلن في عام 2023.

## التأسيس
تأسست شركة إي في إلكترا في عام 2017 من قبل رجل الأعمال الكندي من أصول الفلسطينية المولود في لبنان جهاد محمد؛ والذي يشغل منصب رئيس مجلس الإدارة والرئيس التنفيذي للشركة. تضم الشركة حوالي 300 موظف لبناني وفلسطيني.
واجهت الشركة الكثير من الصعوبات في بداياتها، وخصوصًا في عام 2019 عندما اجتاح فيروس كورونا العالم موقفًا جميع الأعمال، وخصوصًا في إيطاليا، التي كانت الوجهة الوحيدة للقطع الكهربائية للشركة، مما اضطرها لنقل التعامل مع فرنسا التي يسّرت خلالها عمليات التجميع والتصنيع. هذا وقد شوهدت سيارة القدس رايز في شوارع فرنسا وأوروبا في صيف 2020 نظرًا لظروف جائحة كورونا التي حالت دون إنهائها ووصول النسخة التجريبية إلى لبنان.

## المواصفات والمميزات
استخدمت إي في إلكترا مادة الكربون فايبر في تصنيع مركباتها، التي تستخدمها وكالة ناسا الفضائية في تصنيع مركباتها، لصنع قدس رايز، فتتميز هذه المادة بالصلابة وخفة الوزن. بلغت سعة بطارية سيارة قدس رايز 50 كيلو واط، وبلغت سعة المحرك 125 كيلو واط، بقوة 200 حصان، وتسارع بلغ 2.9 ثانية، بسرعة قصوى بلغت 250 كيلو مترًا في الساعة مما يمكنها من السير مسافة 450 كلم دون إعادة تعبئة.